# Nadir Belhadj
Nadir Belhadj (Saint-Claude, Francia, 18 de junio de 1982) es un futbolista argelino. Juega de defensa y su equipo es el Muaither S. C. de la Segunda División de Catar.

## Selección nacional
Ha sido internacional con la selección de fútbol de Argelia, llegando a jugar 54 partidos internacionales donde ha anotado 4 goles.

### Participaciones en Copas del Mundo
| Mundial                        | Sede      | Resultado    |
| ------------------------------ | --------- | ------------ |
| Copa Mundial de Fútbol de 2010 | Sudáfrica | Primera fase |

## Clubes
| Club                 | País       | Año       |
| -------------------- | ---------- | --------- |
| F. C. Gueugnon       | Francia    | 2002-2004 |
| C. S. Sedan Ardennes | Francia    | 2004-2007 |
| Olympique de Lyon    | Francia    | 2007-2008 |
| R. C. Lens           | Francia    | 2008      |
| Portsmouth F. C.     | Inglaterra | 2008-2010 |
| Al Sadd S. C.        | Catar      | 2010-2016 |
| C. S. Sedan Ardennes | Francia    | 2016-2017 |
| Al-Sailiya S. C.     | Catar      | 2017-2021 |
| C. S. Sedan Ardennes | Francia    | 2021      |
| Muaither S. C.       | Catar      | 2022-     |